# Anatoli Georgijewitsch Bassistow
Anatoli Georgijewitsch Bassistow (* 23. Oktober 1920 in Saratow; † 16. September 1998 Moskau) war ein sowjetischer und russischer Wissenschaftler auf dem Gebiet der Rundfunktechnik.

## Leben
Von 1938 bis 1941 studierte er am Moskauer Energetischen Institut. Mit Beginn des Zweiten Weltkriegs wechselte er zur Leningrader Luftwaffenakademie der Roten Armee, wo er 1944 sein Abschlussexamen ablegte. Ab August 1944 kämpfte er in der Armee als Navigator des Flugplans.
Nach dem Ende des Krieges blieb er im Verteidigungsministerium der UdSSR. Seit 1950 arbeitete er in der KB-1 des Ministeriums für Verteidigungsindustrie, dann in der CB des Ministeriums für Radioindustrie, wo er an der Entwicklung der Mehrkanal-Flugabwehrraketen beteiligt war.
Seit 1968 arbeitete er im Vympel Special Design Bureau (OKB) an der Entwicklung von Raketenabwehrsystemen (ABM), beteiligte sich an der Entwicklung des Mehrkanal-Langstrecken-Flugabwehrraketensystems S-200.
Für die Entwicklung des Komplexes S-200, erhielt den Titel des Helden der sozialistischen Arbeit.
Anatoly Georgievich Basistov war hauptverantwortlicher Konstrukteur des A-135-ABM-Systems.
Seine wichtigsten wissenschaftlichen Arbeiten befassen sich mit der Effizienverbesserung von Signalfilterung und der Auflösung von Radarsystemen. , der Entwicklung von multifunktionalen Raketenabwehrinformationssystemen auf der Grundlage von Radaranlagen und optoelektronischen Bauelementen, die von hochleistungsfähigen Boden- und Bordcomputern gesteuert werden. 
Im Dezember 1984 wurde er zum korrespondierenden Mitglied der Akademie der Wissenschaften der UdSSR gewählt.

## Auszeichnungen
- Held der sozialistischen Arbeit.[2]
- Staatspreis der Russischen Föderation (1997)[2]